# Lower Portland
Lower Portland är en del av en befolkad plats i Australien. Den ligger i kommunen The Hills Shire och delstaten New South Wales, i den sydöstra delen av landet, omkring 55 kilometer nordväst om delstatshuvudstaden Sydney. Antalet invånare är 253.
Runt Lower Portland är det tätbefolkat, med 276 invånare per kvadratkilometer.. Närmaste större samhälle är Pitt Town, omkring 15 kilometer söder om Lower Portland. 
I omgivningarna runt Lower Portland växer i huvudsak städsegrön lövskog. Genomsnittlig årsnederbörd är 1 206 millimeter. Den regnigaste månaden är februari, med i genomsnitt 214 mm nederbörd, och den torraste är juli, med 27 mm nederbörd.